# Ерши
Ерши́ (лат. Gymnocephalus) — род лучепёрых рыб из семейства окуневых (Percidae).

## Описание
Мелкие пресноводные рыбы. Тело сжато с боков. Спинной плавник состоит из двух соединенных между собой частей (передняя часть с колючими лучами, задняя — с мягкими). Предглазничная кость перекрывает верхнечелюстную. Зубы мелкие, нёбные и глоточные зубы очень немногочисленны или полностью отсутствуют.

## Виды
В состав рода включается пять видов:
- Gymnocephalus acerinus — донской ёрш, или бирючок, или носарь
- Gymnocephalus ambriaelacus
- Gymnocephalus baloni — ёрш Балона, или чешский ёрш
- Gymnocephalus cernuus — обыкновенный ёрш
- Gymnocephalus schraetser — полосатый ёрш

## Таксономия
Род был описан немецким врачом и натуралистом Маркусом Элиезером Блохом (1723-1799) в 1793 году. Традиционно его относили к подсемейству Percinae наряду с пресноводным окунем (Perca), однако последующие исследования рассматривали Gymnocephalus как сестринский таксон для членов Percinae и Luciopercinae. В пятом издании «Fishes of the World» ерши рассматривались как единственный род в монотипическом подсемействе Acerinae (хотя в некоторых источниках упоминается подсемейство Gymnocephalinae). 
Молекулярные исследования показали, что обыкновенный ёрш является сестринским видом по отношению к кладе, состоящей из полосатого ерша и ерша Балона; два последних вида произошли от общего предка около 8 миллионов лет назад. Также было высказано предположение, что описанный в 2010 году Gymnocephalus ambriaelacus может быть синонимичен ершу Балона. Филогенетика донского ерша остаётся неясной из-за отсутствия изученных генетических образцов.

## Распространение
Виды рода встречаются в Европе. Обыкновенный ёрш, происходящий из популяции из реки Эльбы в Германии, был случайно завезён в Северную Америку в район устья реки Сент-Луис (в место впадения в озеро Верхнее). Этот вид также был завезён за пределы своего естественного ареала в пределах Европы.

## Этимология
Родовое название образовано от греческих слов «gymno», что означает «голый», и «kephalos», что означает «голова».